# Carl Proske
Carl Proske (ur. 11 lutego 1794 w Grobnikach, zm. 20 grudnia 1861 w Ratyzbonie) – niemiecki muzykolog.

## Życiorys
Studiował medycynę w Wiedniu. W latach 1813–1815 służył w armii jako członek personelu sanitarnego. W 1816 roku uzyskał stopień doktora na uniwersytecie w Halle, następnie pracował jako lekarz w Głogówku, Pszczynie i Opolu. Organizował bezpłatną pomoc medyczną dla ubogich. W latach 1823–1826 studiował teologię na uniwersytecie w Ratyzbonie, w 1826 roku przyjął święcenia kapłańskie. W 1827 roku uzyskał tytuł wikariusza, a w 1830 roku kanonika i kapelmistrza Alte Kapelle w Ratyzbonie.
Związany był z ruchem cecyliańskim, angażował się w działania na rzecz odnowy muzyki kościelnej. Uważał, że muzyka powinna stanowić integralną część nabożeństwa religijnego, a nie pełnić tylko funkcje użytkowe. W latach 1834–1838 przebywał we Włoszech, gdzie przeprowadził kwerendę archiwalną. Zgromadził obszerną bibliotekę, zawierającą około 5000 dzieł z okresu od XV do XVIII wieku. Przygotował wydanie źródłowe Missa papae Marcelli Palestriny (Moguncja 1850) oraz edycje włoskiej muzyki dawnej Musica divina (1853–1863) i Selectus novus missarum (1855–1859). Przed śmiercią zniszczył swoje notatki i większość osobistych dokumentów.
Odznaczony został Krzyżem Zasługi I Klasy bawarskiego Orderu Świętego Michała.